# Majestät
Die Bezeichnung Majestät kommt vom lateinischen maiestas und bedeutet ursprünglich Größe, Erhabenheit oder Hoheit. Sie ist Adelsprädikat und Anrede für Kaiser und Könige mit dem vorangehenden Pronomen Eure, Euer oder fälschlich auch Ihre. Der männliche Souverän wird mit Seine Majestät, seine Gattin (sofern diese den Rang einer Königin oder Kaiserin bekleidet), sowie ein weiblicher Souverän mit Ihre Majestät betitelt. Das Recht auf die Anrede Majestät steht darüber hinaus üblicherweise auch einer Königinmutter zu. Die üblichen Abkürzungen sind I.M. (Ihre Majestät) bzw. S.M. (Seine Majestät) und Ew.M. (Abk. von frühnhd. ewer, mhd. iuwer), (Eure/Euer Majestät).
Darüber hinaus war es – insbesondere im offiziellen Schriftverkehr – üblich, die Pronomen er und sie in Bezug auf einen König/Kaiser bzw. eine Königin/Kaiserin zu vermeiden. Stattdessen wurden die Pronomen Allerhöchstdieselben bzw. Allerhöchstdieselbe verwendet.

## Geschichte
Im Ursprung war die Bezeichnung Majestät als Eigenschaft eines Gottes gedacht. Im alten Rom wurde sie dann auch der Staatsgesamtheit zugesprochen. Seit Kaiser Tiberius galt sie dann auch für den jeweiligen Herrscher (maiestas principis).
Daran angelehnt wurde im Mittelalter im Heiligen Römischen Reich der Titel für den Kaiser gebraucht und seit dem 16. Jahrhundert besonders zu Beginn in England und Frankreich für mächtige Könige. Seit dem Westfälischen Frieden gelten Anrede und Titel generell für Könige und Kaiser, und auch die jeweiligen Gemahlinnen werden entsprechend tituliert. Dabei behält eine verwitwete Kaiserin bzw. Königin das Recht auf diese Anrede auch nach dem Tod ihres Gatten.

### Spezielle Majestätstitel
- Allerchristlichste Majestät (lateinisch Rex christianissĭmus, französisch Sa Majesté très-chrétienne) war der Titel der französischen Könige, der ihnen von Papst Paul II. 1469 und erstmals an Ludwig XI. verliehen wurde.[2]
- Katholische Majestät war der Titel der Könige von Spanien. Ferdinand V. erhielt ihn vom Papst Alexander VI. ausdrücklich verliehen, weil er die Mauren und Juden aus Spanien vertrieb und die Inquisition einführte. Laut Meyers Großem Konversations-Lexikon von 1907 soll der Titel jedoch bereits früher geführt worden sein.[3]
- Apostolische Majestät (lateinisch Rex apostolicus) war der Ehrentitel der Könige von Ungarn, der im Jahr 1000 von Papst Sylvester II. an König Stephan vergeben und 1758 für das österreichische Königshaus erneuert wurde.[4]
- Allergetreueste Majestät (eigentlich Allergläubigste Majestät, lateinisch Rex fidelissĭmus) war der Titel der portugiesischen Könige, der ihnen von Papst Benedikt XIV. 1748 verliehen wurde.[5]